# Octavio Pinto
Octavio Pinto (Villa del Totoral, 1890-Montevideo, 1941) fue un pintor paisajista argentino.

## Biografía

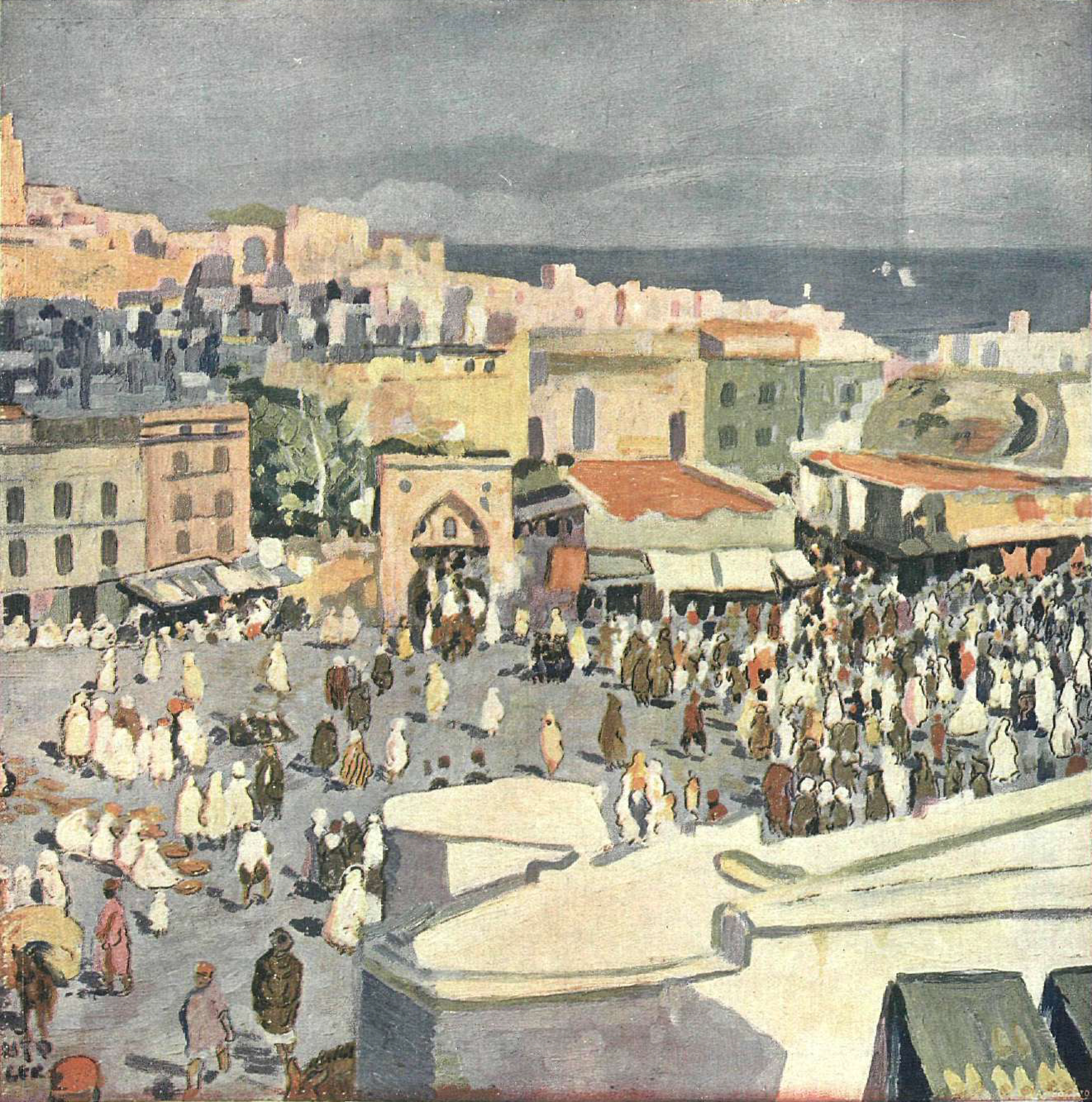
Reproducción de un cuadro de Tánger publicada en la revista La Esfera

Nació el 23 de noviembre de 1890 en Córdoba, al parecer en Totoral. Pinto, que cultivó principalmente el paisaje, viajó además de por Argentina, por países como Bolivia, España, Marruecos,Francia y Japón.
En palabras del crítico José Francés, Octavio Pinto es «un pintor de jardines elegíacos, un exaltado de poesías románticas. Piensa demasiado en Rusiñol».
En la travesía de su primer viaje a Europa estuvo acompañado por Ortega y Gasset y Julio Noé. Falleció el 27 de diciembre de 1941 en Montevideo, si bien puede encontrarse alguna fuente que cita comienzos de 1942.
En su localidad natal hay un museo que lleva su nombre.